# Delitto quasi perfetto
Delitto quasi perfetto è un film del 1966 diretto da Mario Camerini.

## Trama
Il giornalista Paolo Respighi all'aeroporto incontra delle suore che gli chiedono di accompagnare la giovane Annie Robson, che deve andare a Roma per incontrare lo zio il colonnello Robson, per proseguire per il Libano dove erediterà un'ingente somma di denaro.
Giunti a Roma, Annie viene accolta dalla governante dello zio, mentre Paolo Respighi, decide di seguire di nascosto Annie, e giunge al esterno di una villa, in periferia, ritornato in città si reca alla sede del suo giornale, ma qui scopre che è stato licenziato dal suo direttore, istigato da un suo collega. Arrabbiato per la perdita del lavoro, il giornalista si ubriaca e per vendicarsi del suo collega che lo ha fatto licenziare, si spaccia per lui e telefona alla direzione del suo ex giornale, e fa pubblicare un articolo in cui si dà notizia di un omicidio in una villa in periferia (che e la villa delle zio di Annie), così spera che la notizia falsa metta nei guai il suo ex collega.
L'indomani mattina Paolo si reca in prossimità del suo giornale ed assiste al fermo del suo ex collega che la polizia vuole ascoltare e portare nella villa perché non ha notizie di un omicidio. Giunti sul posto in realtà scoprono veramente che vi è stato un omicidio, quello della governante del colonnello Robson. Paolo trova anche Annie, che nascosta nella villa gli svela di essere lei l'assassina ma di essere stata costretta perché la governante con altre persone l'aveva rapita, e convince Paolo a non dire nulla alla polizia. I due scappano dalla villa.
La polizia inizia a cercare la donna misteriosa. Paolo scopre che il colonnello Robson in realtà stava aspettando ancora la nipote, perché gli era giunto un telegramma che lo informava che la nipote sarebbe giunta il giorno successivo a quello previsto.
All'aeroporto Paolo scopre che un'altra Annie Robson è giunta e sospetta che si tratti di una messa in scena per fregare il colonnello, o una truffa perpetrata dallo stesso colonnello. Per dirimere la situazione Paolo e Annie decidono di indagare per conto loro. Paolo con Annie (che si imbarca di nascosto) salgono sulla nave su cui il colonnello Robson e la seconda Annie si apprestano a raggiungere il Libano.
Paolo si innamora simultaneamente sia della prima che della seconda Annie. Giunto in Libano, si scopre che la vera Annie è la seconda e che sia la prima, sia il colonnello, stavano tentando di truffare la vera Annie. Anche se Paolo non ci capisce nulla alla fine si attribuisce il merito della risoluzione del caso. Paolo e la vera Annie si sposano.